# Olof Wagenius
Olof Nikolaus Wagenius, född 8 augusti 1826 i Marieby församling, Jämtlands län, död 18 mars 1918 i Ströms församling, Jämtlands län, var en svensk kyrkoherde och politiker.
Olof Wagenius var kyrkoherde i Ströms församling i Härnösands stift. Han var även ledamot av andra kammaren, invald i Jämtlands norra domsagas valkrets.